# Bożena Pająk
Bożena Pająk (ur. 22 czerwca 1962) – polska lekkoatletka, sprinterka, mistrzyni i reprezentantka Polski.

## Kariera sportowa
Była zawodniczką Legii Warszawa.
Na mistrzostwach Polski seniorek wywalczyła 3 medale, w tym 2 złote w sztafecie 4 x  100 metrów w 1980 i 1981 oraz 1 brązowy na 100 metrów w 1980.
Reprezentowała Polskę na mistrzostwach Europy juniorów w 1979, zajmując 4. miejsce w sztafecie 4 x 100 metrów, z wynikiem 45,13 (z Anitą Tomczok, Elżbietą Tomczak i Barbarą Cieśluk), a w biegu na 100 metrów odpadając w półfinale, z wynikiem 12,47. 
Jej rekordy życiowe wynoszą: na 100 metrów - 11,68 (11.07.1980), na 200 metrów - 24,26 (21.06.1982).